# Polittico Sanseverino
Polittico Sanseverino è un dipinto  (260x200 cm) di Bartolomeo Vivarini, databile al 1477  e conservato nella collegiata di Santa Maria Maddalena a Morano Calabro.

## Storia
L'opera fu realizzata nel 1477 dal pittore veneto Bartolomeo Vivarini su apposita commissione del feudatario Geronimo Sanseverino, oppure secondo alcuni del vescovo Rutilio Zenone, per Monastero di San Bernardino da Siena. Dopo vari tentativi di trafugamento e un accurato restauro, dal 1995 il polittico è custodito presso la cappella di San Silvestro, nella sagrestia della Collegiata di Santa Maria Maddalena.

## Descrizione
Vi si trovano raffigurati 25 santi: sul pilastrino di sinistra (cm.50 per 24), san Giovanni Battista, san Nicola di Bari e santa Caterina d'Alessandria; su quello di destra, di identiche dimensioni, san Girolamo, Sant'Ambrogio e santa Chiara d'Assisi. Al centro, in uno spazio di cm 54 per 147, è collocata in trono la Vergine Maria con il Bambinello. Ai lati troviamo san Francesco d'Assisi  (a sinistra) e san Bernardino da Siena (a destra). In alto, in un riquadro di cm 69 per 55, è raffigurato un penetrante Cristo Passo, fra sant'Antonio di Padova (a sinistra) e san Ludovico di Tolosa (a destra) in uno spazio complessivo di cm 135 per 40. La predella, forma una base di 20 per 260 cm: il Cristo benedicente fa ala ai dodici apostoli.
Le icone ivi rappresentate hanno una chiara relazione con l'ordine dei Minori Osservanti che tennero il monastero fino alla sua soppressione. Ciò è rintracciabile dalla presenza delle figure dei fondatori dell'ordine francescano , oltre a quella del titolare San Bernardino. Inoltre, la posizione centrale della Vergine, sovrastata dall'icona del Cristo morto, è una successione insolita da un punto di vista iconografico, ma evidenzia nella sua struttura il ruolo centrale di Maria quale Regina Caeli, quindi di mediatrice dell'intercessione presso il figlio. È questa, una delle più consuete tematiche della predicazione di san Bernardino, il cui riferimento nell'opera appare evidentissimo.
Opera fra le più rappresentative del Vivarini, è, insieme al trittico custodito nella chiesa di San Giorgio a Zumpano del 1480, l'unica testimonianza dell'artista veneto in Calabria . Il polittico di Morano appartiene alla maturità del Vivarini, e con particolare riguardo alle sue opere precedenti, risente dell'influsso della pittura di Giovanni Bellini e, in alcuni particolari - come il delicato panneggio dei veli della Vergine e della sua postura in trono o nell'equilibrio dei volumi - dell'influsso di Antonello da Messina.